# Lits en Lauwers
Lits en Lauwers was een waterschap in het oosten van Friesland van 1961 tot 1996. 
Het waterschap werd opgericht als waterschap Achtkarspelen-Zuid op het grondgebied van de gemeente Achtkarspelen. In 1963 werd de naam gewijzigd in "Lits en Lauwers" en werd grondgebied ten noorden van Drachten toegevoegd. Op 1 augustus 1965 volgde toevoeging van de taken van negen kleine waterschappen in de gemeenten Achtkarspelen, Smallingerland en Tietjerksteradeel die werden opgeheven. In 1968 besloot Provinciale Staten tot verdere concentratie en de vorming van een groot waterschap in de gemeenten Achtkarspelen, Dantumadeel, Kollumerland en Nieuwkruisland, Smallingerland en Tietjerksteradeel. In 1971 en 1972 volgden derhalve 20 kleine waterschappen die opgingen in Lits en Lauwers. In 1976 werd ten slotte waterschap De Noorderfennen toegevoegd.
In 1997 ging het waterschap bij de tweede concentratie van waterschappen in Friesland op in Wetterskip Lauwerswâlden, die later opging in het huidige Wetterskip Fryslân.